# Polemon de Laodiceia
Filósofo sofista grego do século II, nasceu em Laodiceia e morreu em Atenas.
Fundou uma escola de eloquência em Esmirna, onde viveu no fausto, protegido pelos imperadores Adriano e Antonino Pio. Sob o reinado de Adriano, presidiu os Jogos Olímpicos de Esmirna.
Na meia-idade, sua saúde declinou, sendo atacado pela gota. Deprimido, encerrou-se na tumba de seus antepassados, deixando-se morrer de inanição.